# Day Six
Day Six is een Nederlandse progressieve rock/metalband en symfonische metalband afkomstig uit (de omgeving van) Someren. De band is sinds 2002 werkzaam onder deze naam en heette voorheen 'Peanuts'. Onder beide namen heeft de band verschillende albums uitgebracht.

## Muziekstijl
Day Six maakt naast progressieve metal ook uitstapjes naar (hard)rock, metal, jazz en funk en het veelvuldig gebruik van geluiden en samples. Belangrijke invloeden voor de band zijn bands als Rush, Deep Purple, Pink Floyd, Opeth en Porcupine Tree.
De naamsverandering (die door onder andere het advies van Mike van Rijswijk ('Metal Mike') van het tijdschrift Aardschok heeft plaatsgevonden) heeft te maken met het veranderen van de muziekstijl door de jaren heen. De band begon als punkrockband, maar veranderde, door de toevoeging van synthesizers, langzaam naar een progressieve/symfonische metalband.

## Overige kenmerken
De band won een aantal bandwedstrijden, waaronder in 2004 de Metal Battle en Metal Bash van Aardschok.

## Bandleden
Huidige samenstelling:
- Robbie van Stiphout - Gitaar & zang
- Desmond Robberegt  - Toetsen
- Eric Smits - Basgitaar & zang
- Daan Liebregts - Drums

Voormalige bandleden:
- Rutger Vlek - Toetsen (december 2014 - oktober 2017)
- Dolf Kelkal - Toetsen (tot januari 2013)
- Nick Verstappen - Basgitaar (tot 2012)

## Discografie
Onder de naam Day Six:
- 2002 - The World beyond Earth
- 2003 - Eternal Dignity
- 2005 - Promo 2005
- 2010 - The Grand Design
- 2012 - "Samples of genetic wisdom, captured to survive" (Double LP + CD)
- 2017 - "Solitary League"